# Palatul Weiss

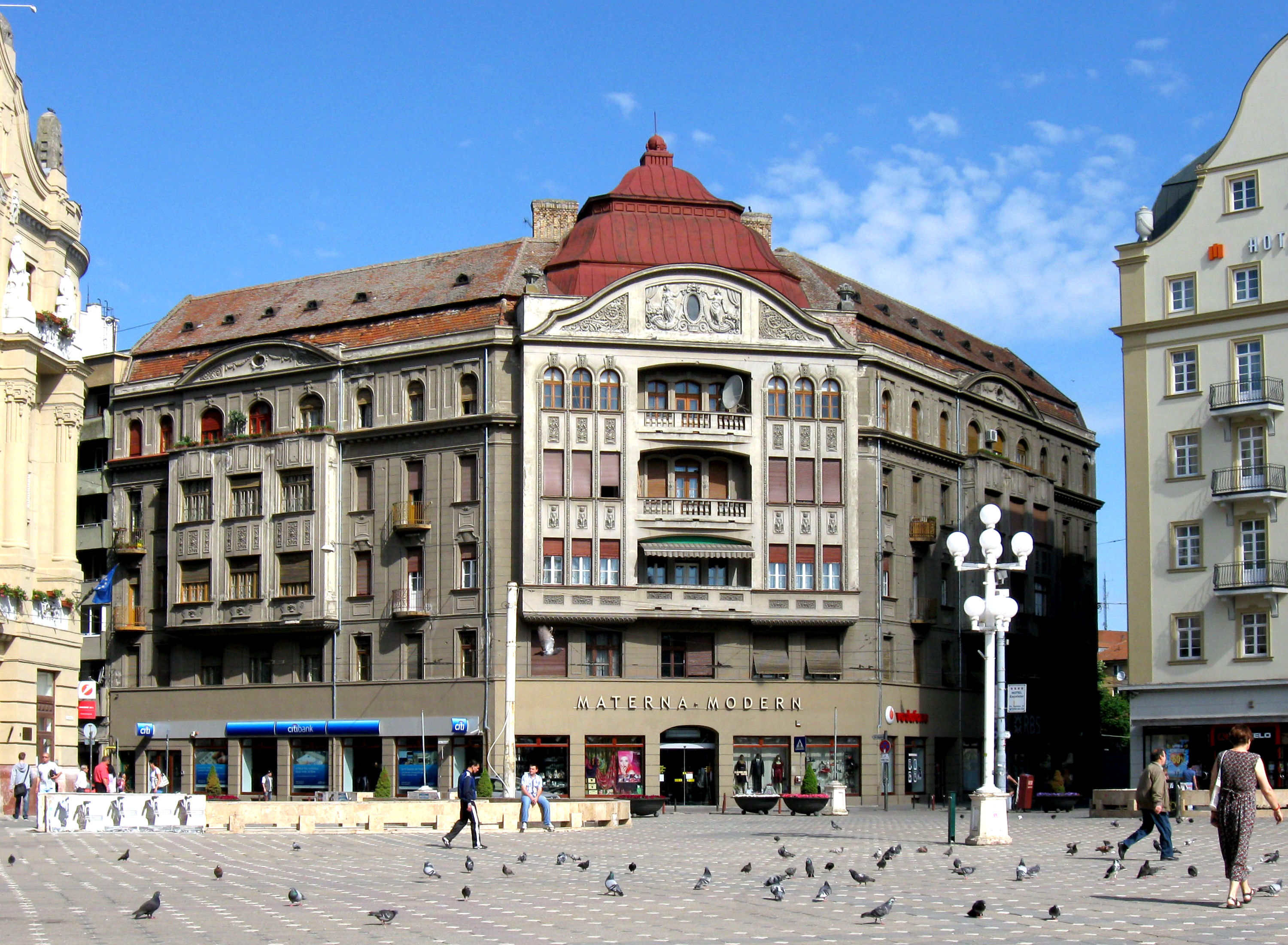
Palatul Weiss

Palatul Weiss este o clădire istorică din centrul Timișoarei, în Piața Victoriei, construită în 1921 de firma Arnold Merbl în stil eclectic pentru familia Weiss, după planurile lui Adalbert Szladek. Frontonul a fost reproiectat de László Székely.